# خون‌درخت باتلاق
خون‌درخت باتلاق (نام علمی: Corymbia ptychocarpa) نام یک گونه از سرده خون‌درخت‌ها است.